# Кафеклубен
Кафеклубен (на датски: Kaffeklubben Ø; на гренландски: Inuit Qeqertaat) е остров в Северния ледовит океан, на 37 km източно от нос Морис Йесуп в Гренландия и най-близката суша до Северния полюс на Земята, отстоящ на 713,5 km от него.
Открит е от американския арктически изследовател Робърт Пири през 1900 г., по време на експедицията му в търсене на най-прекия маршрут към Северния полюс. Картирайки северните брегове на Гренландия, датският геолог и топограф Лауге Кох му дава името Кафеклубен през 1921 г. Названието си островът получава в чест на неформалния кафе-клуб на географите в Минералогичния музей на Копенхаген, който те редовно посещават.
През 1969 г. канадска експедиция установява, че Кафеклубен е със 750 m по-близо до Северния полюс, отколкото нос Морис Йесуп, който дотогава е смятан за най-северната суша на планетата.
Растителният свят на острова е силно ограничен. По време на краткото арктическо лято там може да бъде открита пурпурната каменоломка (саксифрага) – най-северният растителен вид на Земята.